# XF-85 (航空機)
XF-85 ゴブリン
国立アメリカ空軍博物館の46-523号機
- 用途：戦闘機
- 分類：試作戦闘機
- 製造者：マクドネル社
- 運用者： アメリカ合衆国（アメリカ空軍）
- 初飛行：1948年8月23日
- 生産数：2機
- 運用状況：未就役
- ユニットコスト：計画では310万ドル

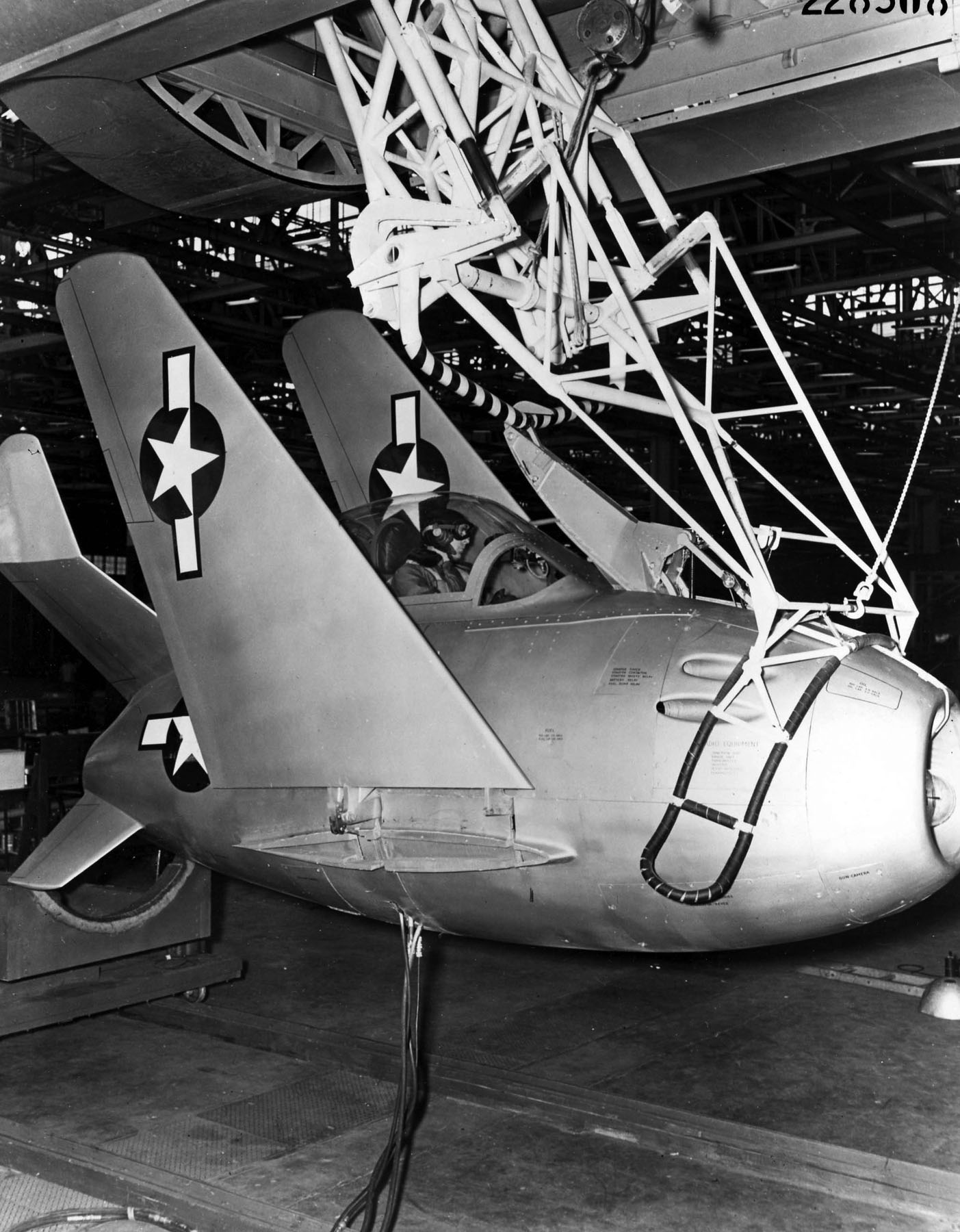
翼をたたんで格納テスト中のXF-85 ゴブリン

XF-85 ゴブリン（McDonnel XF-85 Goblin ）は、アメリカ合衆国のマクドネル社が開発していた試作戦闘機。
冷戦時代、ソビエト連邦（ソ連）領内に侵攻する超長距離爆撃機B-36爆撃機を護衛するため、B-36の爆弾槽内に収納されて、戦闘空域まで運搬されるパラサイト・ファイター（親子戦闘機）として構想されたが、性能および運用に問題があり、実用化はなされなかった。愛称の「ゴブリン」（Goblin）は「小鬼」の意。

## 概要
爆撃機の護衛戦闘機は航続距離の不足が常に問題であったが、特にB-36 ピースメーカーはソ連上空に侵攻する超長距離爆撃機であり、目的地上空まで随伴できる戦闘機は存在しなかった。このためB-36の爆弾槽内に戦闘機を収納し、戦闘空域まで戦闘機を輸送する方法が考えられた。戦闘時には母機から発進し敵機を迎撃し、戦闘終了後に母機に帰還するのである。
1942年頃から構想が存在したが、本格的な開発は1945年9月以降である。1946年6月に実物大モックアップが完成している。1947年2月2日にXP-85として2機の試作機が発注された。
機体は、B-36の爆弾槽に収容される。機首にジェットエンジンのインテークを持ち、ノズルは胴体末尾にある。全長は4.52 mしかなく、樽状の胴体を有している。後退翼の主翼を装備しており、後退角は34度。モックアップではX字型の4枚尾翼であったが、安定性を増すため試作機では5枚に増やされ、さらに、風洞試験の結果から最終的に6枚となった。また、飛行試験の結果から、主翼端にも方向安定板が追加された。
1号機は1947年10月に完成したが、当初はエンジンを装備せず、主に風洞試験に用いられた。2号機は1948年7月からEB-29B スーパーフォートレスを母機として、飛行試験に用いられた。8月23日に初の自由飛行に成功したが、母機への帰還に失敗し、エドワーズ空軍基地そばのミューロック乾湖に不時着している。10月14日に2度目の自由飛行を行い、母機への帰還に成功した。この後、1号機も飛行試験に用いられたが、やはり母機への帰還に失敗し、不時着している。
なお、当機は空中で母機に収容されることを前提にしていたため降着装置が装備されておらず、胴体下に緊急着陸用のスキッド（そり）装着されていた。
飛行試験の結果を受け、母機との再収容が容易でないこと、小型で特異な形状のため飛行性能が悪く、敵戦闘機に対して充分に対抗できないことにより、1949年に計画は撤回された。代替として、EF-84D サンダージェット戦闘機を爆撃機の翼端に取り付ける「Tip-Tow計画」が遂行されたが、これも空中給油が導入され、通常の護衛戦闘機の航続距離が伸びたことなどにより、中止となった。
製造された2機は、現在、オハイオ州デイトンのアメリカ空軍博物館、ネブラスカ州オマハの戦略空軍博物館に展示されている。

## スペック
- 全幅：6.4 m
- 全長：4.5 m
- 全高：2.5 m
- 主翼面積：8.3 m2
- 空虚重量：1,696 kg
- 総重量：4,550 kg
- エンジン：ウェスティングハウスXJ-34-WE-22×1基
- 推力：13 kN
- 最大速度：1,069 km/h
- 実用上昇限度：15,000 m
- 上昇率：3,800 m/min
- 固定武装：12.7mm機銃×4
- 乗員：1名